# Chemillé-Melay
Chemillé-Melay era una comuna nueva francesa, que estaba situada en la región de Países del Loira, departamento de Maine y Loira, en el distrito de Cholet y cantón de Chemillé-Melay, y que el quince de diciembre de 2015 se unió a las comunas de Chanzeaux, Cossé-d'Anjou, La Chapelle-Rousselin, La Jumellière, La Salle-de-Vihiers, La Tourlandry, Neuvy-en-Mauges, Sainte-Christine, Saint-Georges-des-Gardes, Saint-Lézin y Valanjou, formando la nueva comuna de Chemillé-en-Anjou.

## Historia
Fue creada el 1 de enero de 2013, en aplicación de una resolución del prefecto de Maine y Loira de 12 de noviembre de 2012 con la unión de las comunas de Chemillé y Melay, pasando a estar el ayuntamiento en la antigua comuna de Chemillé.

## Demografía
| Gráfica de evolución demográfica de Chemillé-Melay entre 1800 y 2013 |
|                                                                      |

Los datos entre 1800 y 2013 son el resultado de sumar los parciales de las dos comunas que formaban la comuna nueva de Chemillé-Melay, cuyos datos se han cogido de 1800 a 1999, para las comunas de Chemillé y Melay de la página francesa EHESS/Cassini. Los demás datos se han cogido de la página del INSEE.

## Composición
| Comuna delegada | Código INSEE | Población (2013) | Superficie (km²) | Densidad (hab./km²) |
| --------------- | ------------ | ---------------- | ---------------- | ------------------- |
| Chemillé        | 49092        | 7028             | 49.2             | 143                 |
| Melay           | 49199        | 1608             | 22.7             | 71                  |